# KG-84
KG-84A et KG-84C sont des appareils électroniques de chiffrement de données numériques. Ils ont été conçus par la NSA pour l'armée américaine. Le modèle A est principalement utilisé pour les connexions pair-à-pair grâce à divers canaux de communication (radio, câble, satellite, etc.). Le modèle C est une extension du module de communications HF (hautes fréquences) utilisé par l'US Navy. Il comporte en plus un système de détection de désynchronisation, un chiffrement asynchrone et un support du protocole européen TELEX.
Les deux dispositifs peuvent travailler dans tous les modes de duplex et sont certifiés pour le chiffrement sur plusieurs niveaux de sécurité (déterminés par la taille de la clé de chiffrement).